# Flat Island (Mauritius)
Flat Island, französisch Île Plate, ist eine zum Staat Mauritius gehörende Insel, die rund elf Kilometer von Cap Malheureux, dem nördlichsten Punkt der Hauptinsel Mauritius, in der Nachbarschaft der Inseln Round Island, Île aux Serpents und Coin de Mire liegt. Sie weist eine Fläche von 2,53 km² auf und ist damit die größte der unmittelbaren Nebeninseln von Mauritius (ohne Outer Islands). Sie erreicht ihre maximale Höhe von 95 Metern im Südwesten. Auf dieser Stelle steht ein Leuchtturm. Nur gut 300 Meter südöstlich von Flat Island liegt die Insel Îlot Gabriel. Bei Niedrigwasser ist diese zu Fuß von Flat Island aus zu erreichen. Knapp 500 Meter nördlich befindet sich die kleine Felseninsel Pigeon House Rock (1,2 Hektar).
Auf Flat Island befindet sich neben einem der zwei aktiven Leuchttürme von Mauritius auch ein Friedhof aus dem 19. Jahrhundert, als die Insel von den Briten als Quarantäne-Insel benutzt wurde. Hier wurden Menschen, die der Malaria, den Pocken oder anderen Krankheiten erlegen waren, beerdigt.
Heute ist die Insel ein touristisches Ziel für Katamaranfahrten und Tauchgänge.
Der Literatur-Nobelpreisträger Jean-Marie Gustave Le Clézio hat Flat Island und seiner Vergangenheit als Quarantäneinsel mit seinem überwiegend hier spielenden Roman Ein Ort fernab der Welt  ein literarisches Denkmal gesetzt.